# Mordfall von Witten

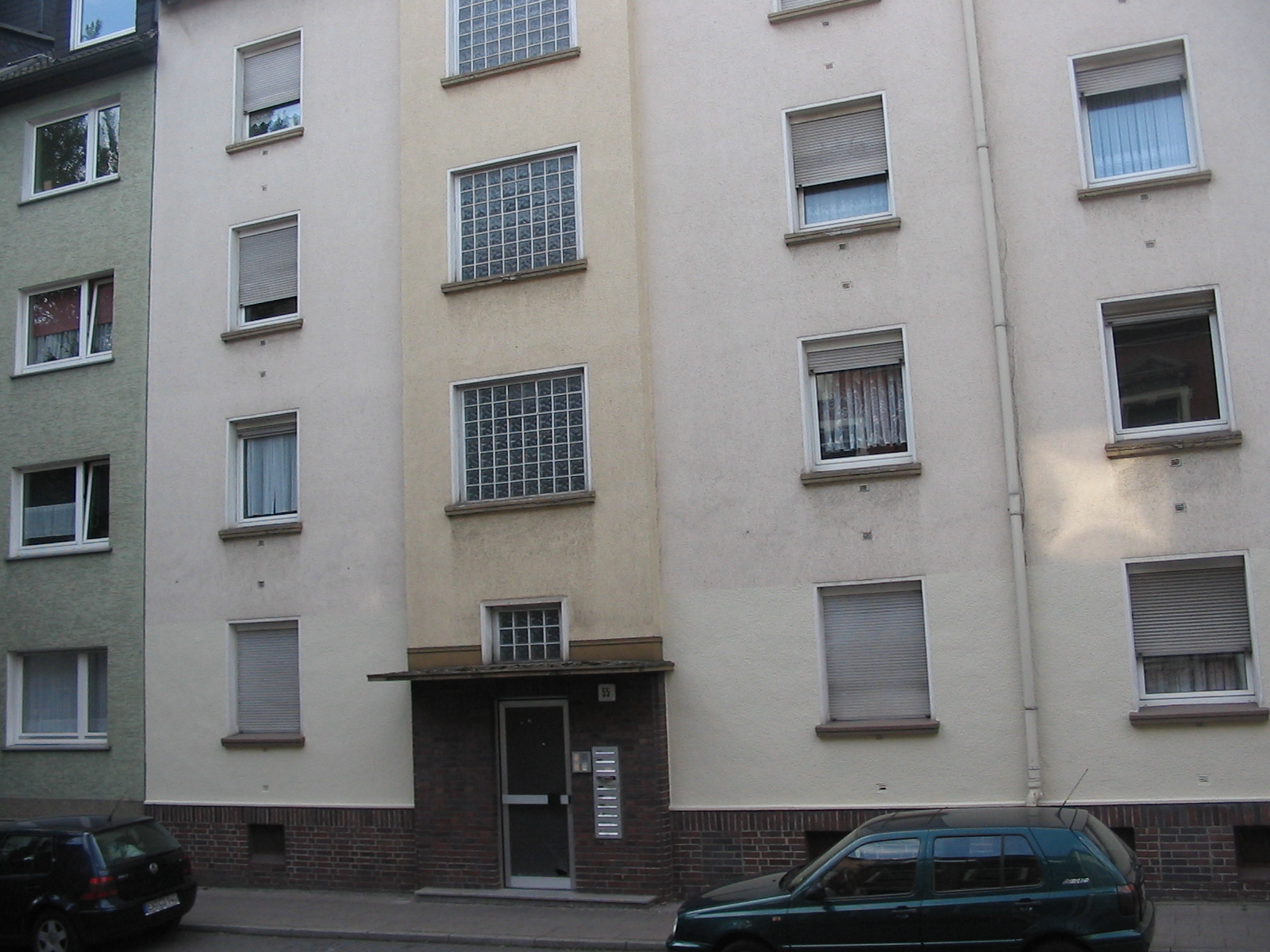
Ort des Geschehens

Bei dem Mordfall von Witten handelt es sich um die Ermordung des 33-jährigen Frank H. durch das Ehepaar Daniel (* 1975) und Manuela Ruda (* 1978) aus Witten im Ennepe-Ruhr-Kreis am 6. Juli 2001. Die Bild-Zeitung prägte den Begriff Satansmord von Witten. Die nachfolgenden Medienberichte führten dazu, dass Teile der Schwarzen Szene des Satanismus verdächtigt wurden.

## Ablauf
Unter dem Vorwand, eine Abschiedsfeier zu veranstalten, wurde Frank H., ein Arbeitskollege Daniel Rudas, in die Wohnung des frisch verheirateten Paares gelockt. Dort wurde er mit zahlreichen Messerstichen, Hammerschlägen und einer Machete ermordet und zerstückelt.
Einen Tag später wurde die Leiche in der Wohnung entdeckt, in der sich auch auf den Kopf gestellte Kreuze, Totenköpfe, ein Sarg und Siegrunen fanden. Die Rudas waren geflohen, konnten aber nach einer Woche von der Polizei in der Nähe von Jena gestellt werden. Der Wagen des Paares war mit okkulten Ornamenten und Schriftzügen dekoriert; die Flüchtenden hatten sich zur Tarnung die Köpfe kahlrasiert.

## Gerichtsverhandlung und Urteil
Die Leiche wurde durch eine DNS-Analyse identifiziert. In der Gerichtsverhandlung vor dem Landgericht Bochum sprachen Daniel Ruda und seine Partnerin vom Teufel, der sie zu dem Mord getrieben habe. Beide wurden im Januar 2002 zu Freiheitsstrafen verurteilt; Daniel Ruda zu fünfzehn Jahren und Manuela Ruda zu dreizehn Jahren, und zudem in den Maßregelvollzug eingewiesen. Die Staatsanwaltschaft hatte jeweils ein Jahr weniger gefordert. Wegen einer narzisstischen Persönlichkeitsstörung, die dem Gutachter Norbert Leygraf zufolge bei beiden Tätern vorlag, gingen die Richter von verminderter Schuldfähigkeit aus. Das angeklagte Paar ließ sich kurz nach dem Prozess scheiden.
Anfang Juli 2011 stellte der Verteidiger von Daniel Ruda, Hans Reinhardt, den Antrag, seinen Mandanten nach zwei Dritteln der Strafdauer zu entlassen und die Reststrafe zur Bewährung auszusetzen. Die zuständige Strafkammer entschied sich aber nach der Anhörung gegen eine vorzeitige Freilassung und begründete dies vor allem mit der fehlenden Bereitschaft zu einer Therapie. Daniel Ruda verblieb bis zum Jahr 2004 in der Psychiatrie. Danach verbüßte er aufgrund seiner Therapieverweigerung seine Strafe in der Justizvollzugsanstalt Bochum. Manuela Ruda war hingegen einer Therapie in der Psychiatrie Eickelborn gegenüber aufgeschlossen und erreichte bewachten Ausgang. Im Jahr 2006 wurde sie aus der Haft entlassen. 2016 wurde gegen Daniel Ruda erneut Anklage erhoben, da er 2010 aus der Haft heraus die Ermordung seiner Ex-Frau geplant haben soll. Von diesem Vorwurf wurde er allerdings freigesprochen. Im Jahr 2017 wurde auch Daniel Ruda aus der Haft entlassen.

## Hintergrund
Manuela Ruda wandte sich mit 13 Jahren der Gothic-Szene zu und bezeichnete sich später als Anhängerin des Satanismus. Den Aussagen Bekannter nach verstand sie sich zudem als Domina und arbeitete als BDSM-Model. Sie dachte laut Hans-Werner Loose, sie würde zum Vampir, und trank das Blut ihres Partners, der auch ihr Blut trank.
Auf ein Fenster der Wohnung war der Schriftzug When Satan lives geschrieben. Ferner fand die Polizei in der Wohnung eine Namensliste mit Personen, die daraufhin unter Polizeischutz gestellt wurden. Die Rudas besuchten auf ihrer Flucht den Friedhof, auf dem sich Sandro Beyers Grab befindet, nach Angaben der Berliner Zeitung mit der Absicht, das Grab Beyers zu schänden.
Das Paar hatte daneben Kontakt in die Neonazi-Szene. So war einer von Daniel Rudas engsten Freunden, den er auch oft besucht hatte, ein aktiver Neonazi aus Moers. Ruda, der zuvor noch in Herten im Kreis Recklinghausen wohnhaft war, wurde 1998 vom Vorsitzenden des NPD-Kreisverbandes Recklinghausen, Wolfgang Kevering, dort als Wahlhelfer für die anstehende Bundestagswahl nominiert. Kevering hatte bereits 1973 auf dem Hertener Wilhelmsplatz eine 23-jährige Frau ermordet. Zur bundesweit zentralen Wahlkampf-Demonstration der Partei, die am 19. September 1998 in Rostock stattfand, war Daniel Ruda ebenso anwesend. Nach dem Wahlkampf zog er sich von der Neonazi-Szene zurück und wandte sich der Gothic-Metal-Szene zu.

## Buchveröffentlichungen
Drei Jahre nach der Verurteilung erschien Daniel Rudas Buch Fehlercode 211, der „Satansmord“ von Witten – was wirklich geschah. Der Titel bezieht sich auf den Mordparagraphen, § 211 des deutschen Strafgesetzbuches.
In dem Buch gab Ruda an, dass er die Geschichte von der Stimme des Teufels vor Gericht erfunden habe, um seine Frau zu schützen, der er die Schuld an dem Mord zuwies. Er selbst habe mit dem Mord nichts zu tun gehabt und sei kein Satanist gewesen. Sein früherer psychiatrischer Gutachter Norbert Leygraf bezeichnete diese Aussagen als „lächerlich“ und das Buch als Beweis für die narzisstische Persönlichkeitsstörung, an der Ruda leide.
Manuela Ruda veröffentlichte ein Gastkapitel in Rainer Fromms Buch Schwarze Geister, Neue Nazis, in dem sie ihre Schuld eingesteht und angibt, zum Tatzeitpunkt „den Blick für die reale Welt und für den Respekt [ihren] Mitmenschen gegenüber schon längst verloren“ zu haben. Sie distanzierte sich von Anhängern der Schwarzen Szene, die ihre Tat als Vorbild nahmen, sowie den beiden ihr bekannten Nachahmungstaten.

## Einfluss auf die Schwarze Szene
Die Berichterstattung der Massenmedien beeinflussten das Fremdbild der Schwarzen Szene, die nun verstärkt mit dem Satanismus-Vorwurf konfrontiert wurde. Als nach dem Mord Journalisten die Schwarze Szene untersuchten und in einigen Berichten der Satanismus als Einflussfaktor der Bewegung hervorgehoben wurde, gab es kaum Stellungnahmen der Magazine zur Tat. Eine Ausnahme stellte das Zillo dar, das versuchte, die Geschehnisse aufzuarbeiten. Nach Fichtner und Sterneck wurden die beiden Täter in Teilen der Schwarzen Szene zeitweise zu Stars im Stile von Charles Manson stilisiert.
Am Fluchtauto der Rudas befand sich auch ein Aufkleber des Musikprojektes SOKO Friedhof, welches von David A. Line gegründet wurde, auf dem das Wort „Grabschönheit“ stand, benannt nach dem Debüt-Album Grabschönheiten. In den Medien wurde die Band aufgrund dessen kritisiert und teilweise in einen Kontext mit dem Mordmotiv gestellt, da sie in Liedern wie Und aß sein Herz Sprachsamples verwendet, die aus Horrorfilmen stammten, in denen es um klischeehafte Darstellungen von satanistischen Ritualen und Opferriten ging.
An der Wohnungstür befand sich ein Aufkleber mit der Aufschrift Kadaververwertungsanstalt – Bunkertor 7, einem Liedtitel des deutschen Musikprojekts Wumpscut. Der Gründer dieses Musikprojekts, Rudy Ratzinger, wurde ebenfalls als Motivgeber für den Mord kritisiert und mehrfach in der Presse zu dem Thema befragt. Mit Liedern wie War rufe er zu Gewalt und Mord auf. Entsprechende Vorwürfe wurden auch nach dem Amoklauf von Kauhajoki im Jahre 2008 gegen ihn erhoben. Ratzinger veröffentlichte eine Collage aus verschiedenen Presseberichten namens Ruda im Internet, die laut Eigenaussage als „Reaktion auf das Geschehene“ zu werten sei.